# 曲阳街道
曲阳街道是中华人民共和国安徽省淮北市相山区下辖的一个街道办事处。
典阳街道之名来源于，今相山区渠沟镇在春秋战国时期的古名——“曲阳镇”。2005年8月，开始筹备曲阳街道办事处。2008年5月，经安徽省民政厅审核，相山区人民政府批准，正式成立曲阳街道办事处，曲阳街道由此成立。但在国家统计局网站提供的2011年资料中，仍被称为曲阳办事处筹备组。

## 行政区划
曲阳街道在2013年12月发布的简介中，辖区总人口约6万人，辖区面积18.2平方公里，下辖濉河、刘庄、渠沟、惠民、任井、滨河、前黄、下街、黄里9个社区。
国家统计局网站资料中，下辖以下村级行政区划单位：
任井社区、刘庄社区、渠沟社区、濉河社区、电力社区、惠民社区、阳光社区、滨河社区、前黄社区、下街社区、黄里社区和后黄社区。